# غابور سيمون
غابور سيمون (بالمجرية: Simon Gábor)‏ هو سياسي مجري، ولد في 15 يونيو 1964 بشوبرون في المجر. حزبياً، نشط في الحزب الإشتراكي المجري. وقد انتخب عضو الجمعية الوطنية المجرية.